# Rudolph Tesing
Rudolph Tesing (n. 4 februarie 1881, New York City, New York, SUA – d. 29 aprilie 1926, New York City, New York, SUA) a fost un luptător ce a reprezentat Statele Unite ale Americii, medaliat olimpic. A participat la o ediție a Jocurilor Olimpice (1904) în care a câștigat o medalie de argint.

## Participări
Lista de mai jos prezintă principalele competiții la care a participat Rudolph Tesing de-a lungul carierei.
- wrestling at the 1904 Summer Olympics – men's freestyle lightweight[*]